# Pierre Bonirote
Pierre Bonirote, né le 6 avril 1811 à Lyon et mort à Orliénas le 24 mai 1891, est un peintre français.

## Biographie

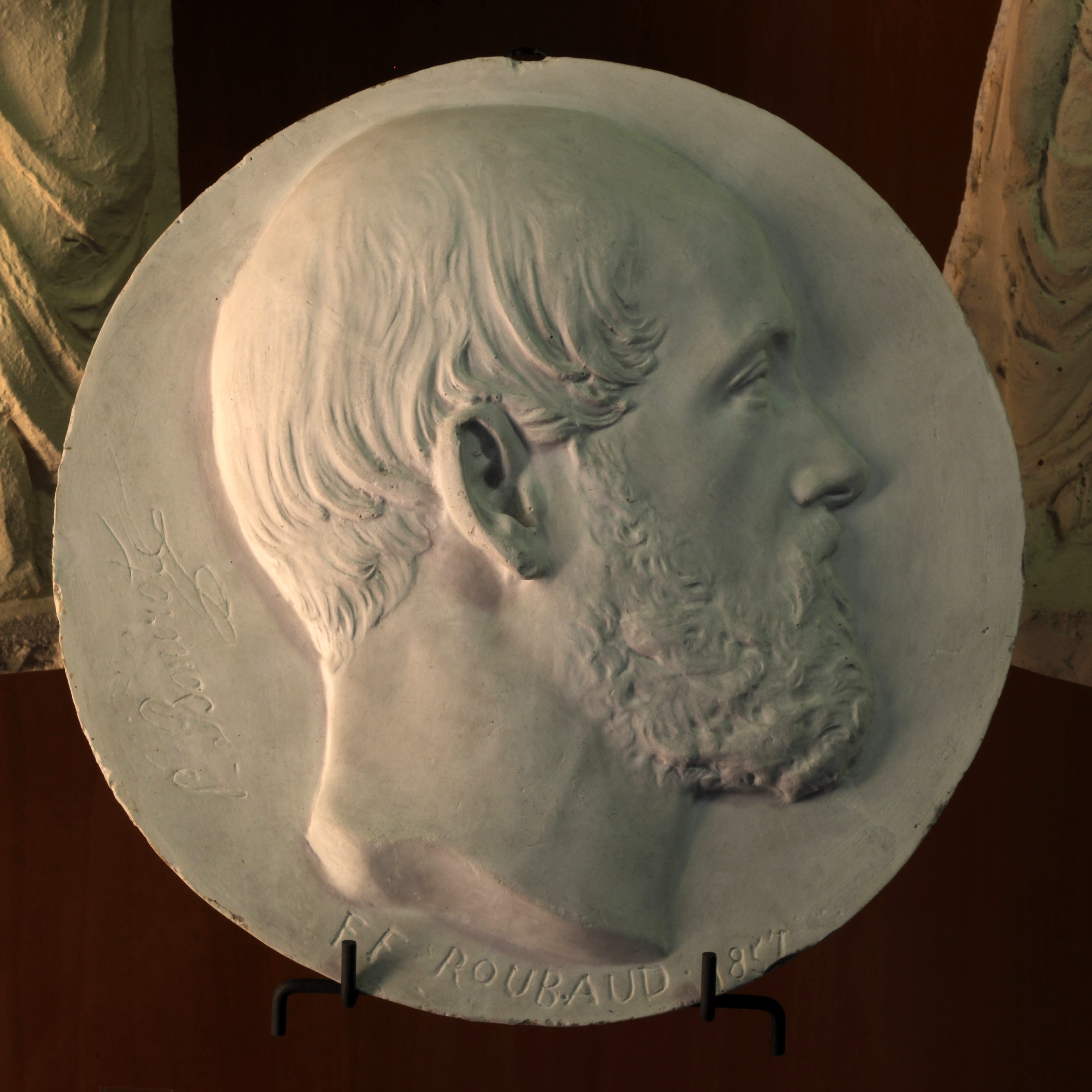
François Félix Roubaud, Pierre Bonirote (1857), musée des beaux-arts de Lyon.

Pierre Bonirote entre à l'École nationale des beaux-arts de Lyon en 1824 et étudie la peinture auprès de Pierre Révoil et Claude Bonnefond. Il expose son premier tableau intitulé Une petite Savoyarde blessée au pied à Lyon en 1833, toile acquise par la Société des amis des arts.
Après un voyage de deux ans en Italie où il rencontre Jean-Auguste-Dominique Ingres et Hippolyte Flandrin, il est recommandé en 1840 par Ingres à la duchesse de Plaisance pour fonder une école de peinture à Athènes. Il dirige cette école pendant trois ans et revient en France en 1843. En 1857 le sculpteur François-Felix Roubaud fait son portrait sous la forme d'un médaillon en plâtre, aujourd'hui il est présenté au musée des Beaux-Arts de Lyon.
Il est nommé professeur à l'École des beaux-arts de Lyon en avril 1852, dans la 2e division de la classe de principes, puis remplace Michel-Philibert Genod à la 1re division pour enfin succéder à Joseph Guichard à la classe de peinture en 1871.
Pierre Bonirote prend sa retraite en 1874.

## Œuvres référencées
- Jeunes filles romaines à la fontaine, 1837[2]
- Femme en costume italien, assise sur des rochers, au bord de la mer, 1840[3]
- L'Improvisateur napolitain, 1842, exposition de Paris
- Jeune fille albanaise, 1842, acquis par le roi de Grèce Othon Ier
- Portrait de la duchesse de Plaisance, de la reine de Grèce, de l'amiral Canaris, de l'amiral Botzaris, des princesses Soutzo, 1842
- La Romaïka (Dans grecque), 1843, exposition de Paris, acquis par la ville
- Fontaine arabe, 1844, acquis par la Société des amis des arts
- L'Odalisque au narghilé, 1844, acquis par Augustin-Alexandre Thierriat
- Le Temple d'Erechthée, 1845, exposition de Paris
- Le Baptême grec, 1845, exposition de Paris
- Son portrait, 1845[4]
- Mater Amabilis, 1846, exposition de Lyon, collection Courajod
- La Prière du soir, 1847, exposition de Paris
- Introduction de la fabrication des étoffes de soie à Lyon, 1849[5], acquis par la ville
- Saint-Clair et Saint-Joseph, 1850, église de Châtillon-en-Michaille
- Charles VIII ennoblissant les Échevins, 1851, collection Desgrand
- Jean Gerson, 1856, médaillé
- Phryné posant chez Apelles, 1861, exposition de Paris
- Vue de l'Acropole, 1863, collection Livet
- Vue de Venise, 1863, collection Colombat.